# Richard Tucker Music Foundation

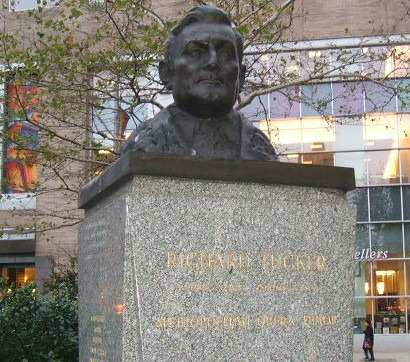
Monumento a Richard Tucker

The Richard Tucker Music Foundation, fondata nel 1975, porta il nome di Richard Tucker. La fondazione è "un'organizzazione culturale senza scopo di lucro dedicata a perpetuare l'eredità artistica del grande tenore americano attraverso il sostegno e l'avanzamento delle carriere di talentuosi cantanti d'opera americani che portano l'opera nella comunità. La Fondazione cerca di aumentare l'apprezzamento per l'opera offrendo spettacoli gratuiti nell'Area metropolitana di New York e sostenendo programmi di arricchimento dell'educazione musicale."
Attraverso premi, borse di studio, opportunità di esibizione e altre attività di miglioramento della carriera, la fondazione fornisce sviluppo professionale ai cantanti a diversi livelli di preparazione alla carriera.

## Dettagli

### Sara Tucker Study Grant
Assegna sovvenzioni illimitate di 5.000 dollari a cantanti di età inferiore ai 27 anni selezionati attraverso un concorso vocale. I candidati devono essere neolaureati in un'università o in un conservatorio di musica e devono effettuare il passaggio da studente a cantante professionista. Un candidato dovrebbe aver completato di recente un corso di laurea o lavorare in un programma per giovani artisti o apprendisti presso una compagnia regionale. Tra i vincitori di questo premio ricordiamo: Michael Maniaci (2002), Sarah Coburn (2004), Lisette Oropesa (2007).

### Richard Tucker Career Grant
Assegna sovvenzioni illimitate di 10.000US$ a cantanti, selezionati attraverso un concorso vocale, che hanno iniziato una carriera professionale e che hanno già interpretato ruoli con compagnie d'opera a livello nazionale o internazionale. Un candidato alla Career Grant deve avere almeno 36 anni e deve avere una discreta esperienza in compagnie professionali. I vincitori di questo premio comprendono: June Anderson, Brian Asawa, Harolyn Blackwell, Stephanie Blythe, Christine Goerke, Susan Graham, Nathan Gunn, Jerry Hadley, John Keyes, Chris Merritt, Kelley Nassief, Stephanie Novacek e Chad Shelton.

### Richard Tucker Award
Viene assegnato a un singolo interprete che abbia "raggiunto un alto livello di realizzazione artistica e che, secondo il parere di una giuria, è alle soglie di una grande carriera internazionale". Il Richard Tucker Award è selezionato dal comitato e non dall'audizione. Questo prestigioso premio porta non solo il nome di Richard Tucker e un premio in denaro di 30.000US$ (2012, 2017–2019: 50.000 USD), ma anche un prestigioso elenco di vincitori del passato. La linea guida operativa per il Richard Tucker Award è che venga assegnato a "un cantante americano in bilico sull'orlo di un'importante carriera nazionale e internazionale e si spera che il premio agisca da catalizzatore tempestivo per elevare la carriera dell'artista ad altezze ancora maggiori". Nel 2012 Ailyn Pérez è stata nominata vincitrice del Richard Tucker Award, rendendola la prima cantante ispanica a ricevere il premio.
La Richard Tucker Music Foundation offre anche programmi come masterclass e concerti in una varietà di contesti comunitari che offrono opportunità di esibizione ai vincitori del premio e arricchiscono la vita culturale delle comunità in cui si svolgono. Questi concerti sono spesso trasmessi alla radio.

## Destinatari del Richard Tucker Award
- 1978 Rockwell Blake
- 1979 Diana Soviero
- 1980 Barry McCauley
- 1981 J. Patrick Raftery
- 1983 Susan Dunn
- 1984 Roger Roloff
- 1985 Aprile Millo
- 1986 Dolora Zajick
- 1987 Harry Dworchak
- 1988 Richard Leech
- 1989 Margaret Jane Wray
- 1990 Renée Fleming
- 1991 Non assegnato
- 1992 Deborah Voigt
- 1993 Ruth Ann Swenson
- 1994 Jennifer Larmore
- 1995 Paul Groves
- 1996 Dwayne Croft
- 1997 David Daniels
- 1998 Patricia Racette
- 1999 Stephanie Blythe
- 2000 Gregory Turay
- 2001 Christine Goerke
- 2002 Joyce DiDonato
- 2003 John Relyea
- 2004 Matthew Polenzani
- 2005 Eric Cutler
- 2006 Lawrence Brownlee
- 2007 Brandon Jovanovich
- 2008 Non assegnato
- 2009 Stephen Costello
- 2010 James Valenti
- 2011 Angela Meade
- 2012 Ailyn Pérez
- 2013 Isabel Leonard
- 2014 Michael Fabiano
- 2015 Jamie Barton
- 2016 Tamara Wilson
- 2017 Nadine Sierra[6]
- 2018 Christian Van Horn[7]
- 2019 Lisette Oropesa[8]
- 2022 Angel Blue